# Begia
I Bègia o Beja (in arabo البيجا‎?, al-Bayjā) sono un gruppo etnico residente nel Nordafrica e nel Corno d'Africa.

## Geografia
I Begia si possono trovare principalmente nel Sudan, ma anche in zone dell'Eritrea ed in Egitto.
Sono classificati come facenti parte dell'etnia cuscitica .
Molti di essi si trovano nell'area attorno a Porto Sudan e negli Stati sudanesi del Mar Rosso, del Nilo, di Gadaref e Cassala così come anche nelle regioni del Mar Rosso settentrionale, Gasc-Barca e Anseba in Eritrea e nell'Egitto sud-orientale. Vi sono più piccoli gruppi di Begia nel deserto occidentale egiziano, nello Yemen e nel Puntland. Alcuni Begia sono di natura nomade. L'oasi di Kharga, in Egitto, ne ospita un gran numero, proveniente dalla zona del Nilo inondata dal lago Nasser.

## Nomi
Nell'Antico Egitto i Begia erano conosciuti come i Ta-Seti ed erano rinomati per la loro bravura come arcieri nell'esercito egizio.

## Lingua
I Begia parlano la lingua begia (To Bedawie), una lingua afro-asiatica (classificata come Cushita o come un ramo indipendente di essa). Alcuni di essi parlano il Tigrigna o l'arabo, appartenenti ambedue al gruppo di lingue afro-asiatiche ma del ramo Semitico.

## Suddivisioni

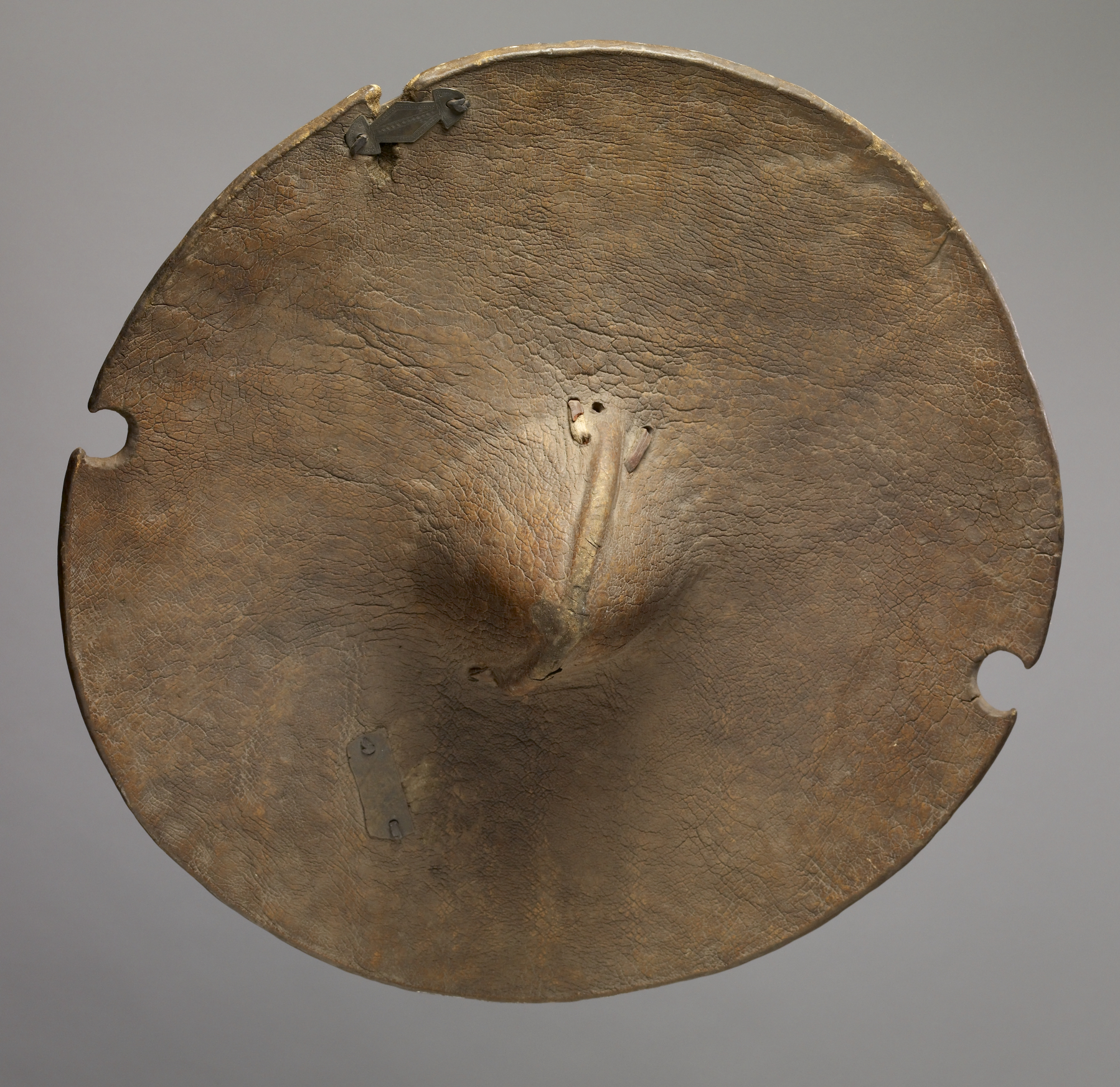
Uno scudo begia, realizzato in pelle animale (XIX secolo)

I Begia sono suddivisi nei clan dei Bishārīn (o Bischarin), Hedareb, Hadendowa (oppure Hadendoa), gli Amarar (detti anche Amar'ar),
i Beni Amer, gli Hallenga e gli Hamram, alcuni dei quali parzialmente mescolati con i Beduini.
Le tribù egizie del Bejawi credono di essere discendenti dell'Alta Sacerdotessa di Amen, e i Bishārīn di provenire invece dalla XX Dinastia di faraoni egizi.

## Religione
Ta-Seti Neferet, la madre del faraone Amenhemet I, proveniva dai territori della tribù dei Begia di Bejawi nell'odierno Egitto, che adorava la dea Iside a File fino al VI secolo.

Dopo che il tempio fu ufficialmente chiuso dall'Imperatore bizantino Giustiniano, i Begia si convertirono al Cristianesimo, sotto l'influenza dei Tre Regni della Nubia (Nobazia, Makuria, Alodia) che prosperarono per 600 anni, così come il regno cristiano etiope di Axum che durò dal III all'VIII secolo d.C. Dopo la caduta di questo, i Begia formarono 5 regni che spaziavano dall'Eritrea settentrionale al Sudan del nord-est. All'incirca nel XV secolo i Begia si riconvertirono all'Islam, per via del forte flusso migratorio di beduini in queste terre. Nel 2007 la maggioranza dei Begia rimane musulmana, con qualche minoranza copta nell'Alto Egitto.
Molti Begia aderiscono al Sufismo e tra le donne - che usano portare un anello alla narice - si pratica l'infibulazione.